# Wiesław Kielar

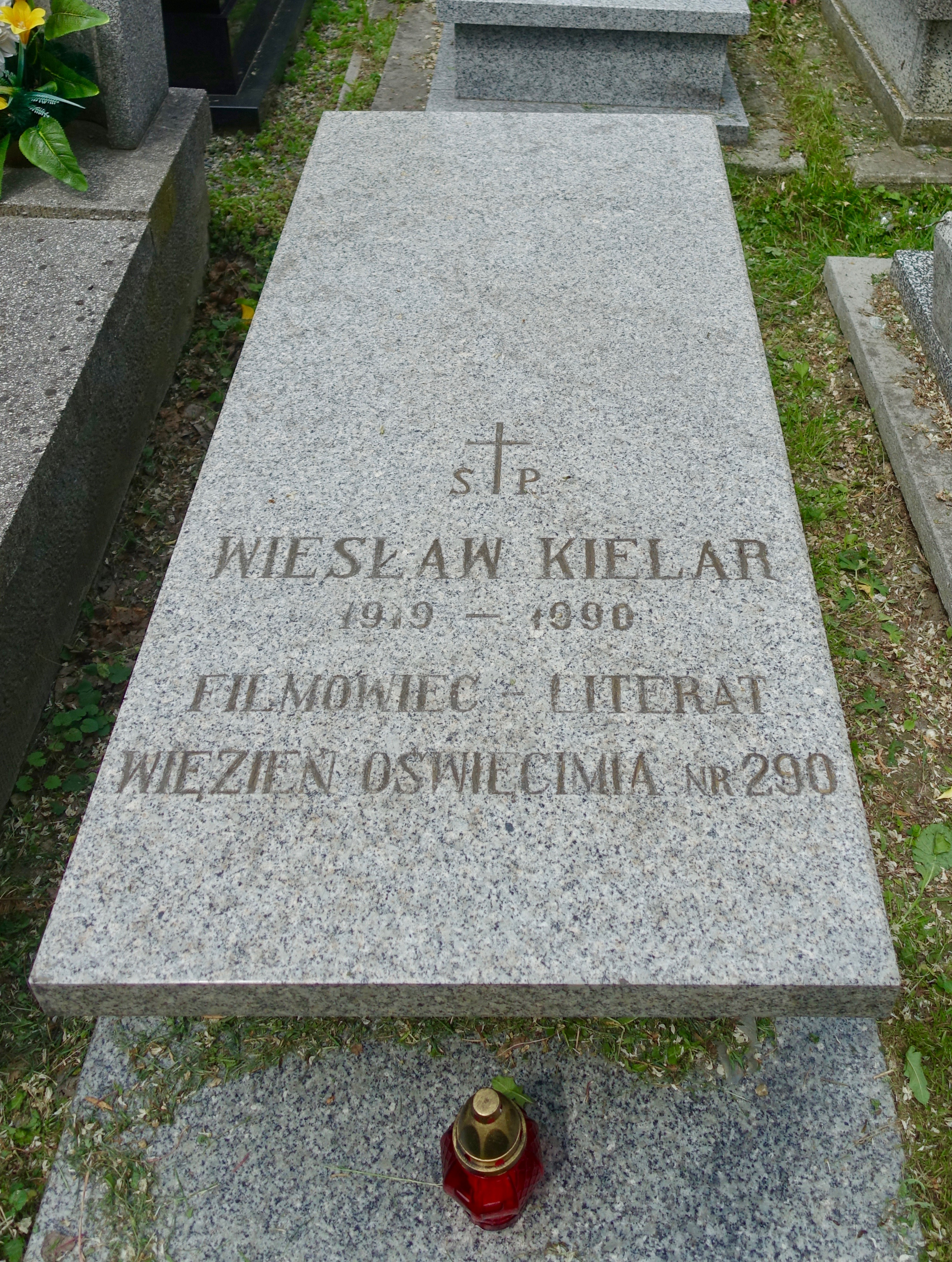
Tomba de Wiesław Kielar al cementiri de Cmentarzu.

Wiesław Kielar (Przeworsk, 12 d'agost de 1919-Breslau, 1 de juny de 1990) fou un escriptor i director de fotografia polonès supervivent d'Auschwitz després de ser capturat a principis dels anys 1940 a Jarosław (n° del camp 290)
Després de la guerra, va estudiar cinematografia a l'Escola Nacional de Cinema Televisió i Teatre de Łódź.

## Obra
- "Anus Mundi", 1972